# Guld (film, 1934)
Guld är en tysk science fiction-film om alkemi från 1934 i regi av Karl Hartl. Filmen hade svensk premiär 1935.

## Handling
Professor Achenbach och hans kollega Werner Holk försöker utvinna guld ur bly genom experiment med elektricitet och radioaktivitet. Men de utsätts för sabotage, varvid Achenbach omkommer. Werner kontaktas senare av engelsmannen John Wills, som är ute efter att uppnå samma sak. Werner misstänker honom för att ligga bakom sabotaget.

## Rollista
- Hans Albers - Werner Holk
- Brigitte Helm - Florence Wills
- Michael Bohnen - John Wills
- Lien Deyers - Margit Möller
- Friedrich Kayßler - Professor Achenbach
- Ernst Karchow - Lüders
- Rudolf Platte - Schwarz
- Heinz Salfner - Sommer